# Photovieillissement accéléré en SEPAP

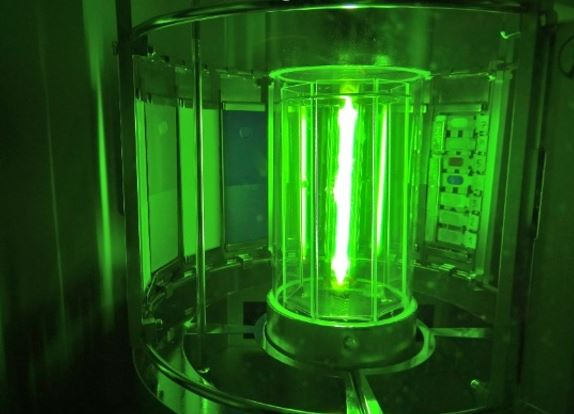
SEPAP MHE UN OUTIL POUR ÉVALUER LA DURÉE DE VIE DES MATIÈRES PLASTIQUES

La prédiction du vieillissement des matériaux plastiques est un sujet important qui concerne tout autant les utilisateurs que les fabricants de matières (polymères, charges et additifs divers) ou les intermédiaires que sont les nombreux transformateurs qui utilisent leur propriété « thermoplastique » pour la fabrication de multiples objets par différents procédés tels que l’extrusion, le moulage par injection, etc.
La fiabilité des matériaux fait partie des nombreuses garanties que l’on exige avec de plus en plus de fermeté pour tous les objets manufacturés que nous utilisons au quotidien et elle s’intègre donc parfaitement dans la démarche de « développement durable ». Toutefois prédire un comportement dans le temps d’un matériau ou d’une pièce industrielle est une démarche délicate, car de nombreux paramètres sont à prendre en compte.
La résistance au vieillissement « naturel » elle-même est variable, elle dépend de la température, de l’ensoleillement (climat, latitude, humidité,...) et de nombreux autres facteurs (contraintes physiques, niveau de pollution, …), difficiles à évaluer avec précision. La simulation de ce vieillissement par l’usage de sources lumineuses artificielles et d’autres contraintes physiques (température, aspersion d’eau simulant la pluie, …) a fait l’objet de nombreux développements qui sont à la base de plusieurs normes ISO, ASTM, etc.
Accélérer enfin ce vieillissement pour proposer par exemple des garanties décennales ou valider des agents stabilisants est une démarche plus complexe qui doit s’appuyer sur des bases scientifiques solides. Notons ici que d’autres applications (telles celles des matériaux qui doivent se dégrader rapidement dans l’environnement) sont également concernées par cette démarche.

## Approche mécanistique
On sait depuis longtemps que la plupart des vieillissements de ces matériaux repose sur une réaction de chimie appelée « oxydation radicalaire ». Sous l’influence des contraintes externes qui génèrent des radicaux primaires attaquant les liaisons chimiques (en particulier les plus abondantes, entre le carbone et l'hydrogène), des réactions se produisent avec l'oxygène atmosphérique. Il s’ensuit la formation de nombreuses entités chimiques parmi lesquelles les hydroperoxydes et les peroxydes sont les produits-clés ; ils sont à la fois suffisamment stables pour être détectés et suffisamment réactifs pour se décomposer en de nombreux sous-produits tels des cétones, alcools, acides, … eux aussi facilement détectables par les méthodes spectroscopiques. Autre élément important, la décomposition de l’un de ces groupes peroxydés (à l’image de l’eau oxygénée, le peroxyde d’hydrogène, H2O2) génère deux nouveaux radicaux, ce qui conduit à une auto-accélération du vieillissement (en:Polymer degradation, en:UV degradation).
Ces réactions chimiques élémentaires conduisent plus ou moins rapidement à une détérioration des propriétés physiques des matériaux polymères et leur analyse précise grâce aux méthodes de spectroscopie Infrarouge permet à la fois de comprendre le mécanisme de dégradation et de faire de la prévision sur le comportement à long terme des polymères .
Le polypropylène, matériau courant de notre environnement quotidien, est un exemple très significatif de cette approche. Sa structure chimique où sont présents de nombreux carbones tertiaires (liés à trois atomes de carbone et à un seul d’hydrogène) en fait un matériau particulièrement sensible au vieillissement. Son utilisation en l’absence d’agents stabilisants, sous forme de film par exemple, est complètement impossible sans constat de dégradation (en quelques jours il devient rapidement opaque et cassant).

## Photo-vieillissement
La lumière du soleil (dont les longueurs d’onde sur terre sont supérieures à 295 nm) figure avec la température et l'oxygène atmosphérique parmi les principaux facteurs agissant sur le vieillissement naturel des matières plastiques. Notons toutefois que si l’influence de la température peut être analysée séparément (vieillissement dans l’obscurité), il n’en est pas de même pour le photo-vieillissement qui est toujours associé à un effet de température, il est d’ailleurs souvent qualifié à juste titre de « photo-thermique ».
La simulation du vieillissement photo-thermique se fait généralement en exposant des échantillons dans des centres agréés pour leur situation géographique (Arizona, Floride, Sud de la France) et leur capacité à connaître avec précision les conditions d’exposition (durée et intensité de l’ensoleillement, température, taux d’humidité, etc). Quelquefois des systèmes de miroirs permettent d’y intensifier le rayonnement. La simulation peut également être réalisée en laboratoire, on utilise généralement des lampes au xénon dont le spectre, après élimination des courtes longueurs d’onde, est très similaire à celui du soleil. La plupart des instruments permettent un contrôle de l’intensité lumineuse, de la température de l’ambiance environnante, du taux d’humidité et des aspersions d’eau peuvent être programmées pour simuler l’effet de la pluie (en:weather testing of polymers).
On notera ici que l’usage des lampes xénon est basé sur une similitude avec le spectre solaire mais que les principes de la photochimie (notamment l’existence de relaxations vibrationnelles des états excités) n’excluent pas l’utilisation d’autres sources lumineuses pour simuler ou accélérer un vieillissement photo-thermique. Les lampes à vapeur de mercure (en:Mercury-vapor lamps), convenablement filtrées, présentent un spectre de raies discontinu (contrairement aux spectres du xénon et du soleil qui sont continus). Cette émission UV des lampes Hg permet également de prévoir la durabilité de matériaux polymères formulés en condition d’usage.

## Enceintes SEPAP de photo-vieillissement artificiel accéléré
Dès 1978, les principes évoqués précédemment ont abouti à la conception d’enceintes spécifiques par le Laboratoire de Photochimie Moléculaire et Macromoléculaire, intégré à présent dans l’Institut de Chimie de Clermont-Ferrand (https://iccf.uca.fr). Une de ces enceintes, référencée SEPAP 12-24, fut longtemps construite et commercialisée par ATLAS MTT (photo 1) jusqu’à la sortie d’un nouveau modèle SEPAP MHE en 2014 (photo 2) (https://www.atlas-mts.com). SEPAP est l'acronyme de service de photovieillissement accéléré des polymères. 
Dans l’enceinte SEPAP 12-24, l’excitation lumineuse est assurée par quatre lampes à vapeur de mercure moyenne pression de 400 watts disposées aux quatre angles d’un parallélépipède. Ces lampes, dont les plus courtes longueurs d'onde sont éliminées par une enveloppe en verre borosilicate, ont des durées de vie de 5000 heures. La température des surfaces exposées (et non de l’ambiance environnante) est maintenue et contrôlée par une thermosonde en contact avec un film de référence de même composition que les échantillons à exposer. Cette température peut varier de 45 °C à 80 °C et un bon compromis entre excitation photochimique et excitation thermique est toujours assuré au niveau des échantillons. 24 échantillons d’environ 1X5 cm sont positionnés sur un carrousel tournant à vitesse constante au centre de l’enceinte pour assurer un éclairement homogène de tous les échantillons. La taille des échantillons est adaptée à un suivi de l’évolution chimique, à faible taux de conversion, par spectroscopie Infrarouge. Les enceintes SEPAP 12-24 doivent être calibrées à l’aide de films d’étalonnage en polyéthylène. L’analyse fine du mécanisme de l’évolution chimique qui contrôle la dégradation a pu être proposée pour un grand nombre de polymères, et il a pu être vérifié que ce mécanisme était identique à celui qui intervenait en vieillissement naturel sur site agréé ou en cours d’usage extérieur réel. Aujourd’hui, une dizaine de normes françaises et européennes font référence à ces enceintes (films agricoles, câbles) et une vingtaine de sociétés ont inclus les tests SEPAP dans leur cahier des charges pour leurs sous-traitants.
La nouvelle enceinte SEPAP MHE (Medium et High Energy) est équipée d’une unique source mercure moyenne pression possédant une puissance variable permettant un premier niveau d’accélération correspondant à celui de l’enceinte SEPAP 12-24 et un deuxième niveau permettant une accélération environ 3 fois supérieure (Ultra-Accélération). Elle a été mise au point par le CNEP, Renault, PSA, PolyOne et Atlas-Ametek. La source a une position centrale et les échantillons sont fixés sur une tourelle animée d’un mouvement de rotation uniforme autour de la source.
L’analyse de l’évolution chimique dans les conditions accélérées d’une enceinte SEPAP 12-24 ou MHE et l’analyse de l’évolution chimique dans une phase précoce d'exposition en usage extérieur sur le terrain (1 an ou plus) permettent de définir un facteur d’accélération si l’on sait discerner dans le mécanisme la formation d’un « produit critique » représentatif du schéma réactionnel. Ce facteur d’accélération ne peut être universel pour toutes les familles de matériaux formulés qui évoluent selon des mécanismes réactionnels très différents, mais il peut être déterminé pour chaque famille de polymères. À titre d’exemple il est voisin de 12 (1 mois = 1 an sur le terrain dans le Sud de la France) pour le polyéthylène de référence. Ces facteurs d’accélération ont effectivement été déterminés dans des cas très précis de polymères de formulations bien définies et exposés sous des formes qui permettent de tenir compte de la diffusion de l’oxygène (éviter tout déficit d’oxygène) et des migrations de stabilisants (effet « réservoir »).
L’enceinte SEPAP MHE permet par exemple de simuler une année d’exposition d’un polypropylène dans le sud de la France en 300h (en moyenne accélération) ou 100 h (en mode ultra-accélération).

## Moyenne et ultra-accélération
Peut-on accélérer davantage le photovieillissement ? Il existe de nombreux moyens pour y parvenir, mais le risque est grand de ne plus être représentatif d’un vieillissement naturel. Du point de vue photochimique, des effets multi-photoniques sont par exemple à craindre, de même le déficit d’oxygène risque d’intervenir très rapidement et perturber fortement les mécanismes de dégradation.
L’approche ultra-accélérée développée dans l’enceinte SEPAP MHE permet de résoudre en particulier la problématique des stabilités à très long terme demandées pour certaines applications (ponts à haubans, panneaux photovoltaïques, éoliennes,..) ou la nécessité de pouvoir homologuer très rapidement un nouveau matériau (industrie automobile,...).

## Rôle de l'eau
C’est d’abord son rôle physique (d’agent lessiviel) qui a été mis en évidence notamment dans les polyoléfines (polyéthylène, polypropylène). Les produits de dégradation polaires et de faibles masses moléculaires peuvent être éliminés de la surface du matériau et masquer ainsi le phénomène de vieillissement. De ce point de vue des aspersions d’eau trop abondantes dans certains tests de simulation peuvent conduire à une sous-estimation du vieillissement. C’est d’abord son rôle. Mais c’est aussi la capacité de l’eau à extraire des stabilisants de bas poids moléculaire qui est à redouter, ce qui accélère alors les vieillissements sans être représentatif des circonstances naturelles. Pour examiner le rôle conjugué de l’eau avec les autres contraintes physico-chimiques (Ultraviolet (en:Ultraviolet) – chaleur – oxygène), une enceinte SEPAP 12-24 H a été mise au point ; dans cette enceinte, le carrousel porte-échantillons est immergé dans une eau liquide à température régulée et qui est re-oxygénée en circulation extérieure.

## Centre Nationale d’Evaluation de Photoprotection (CNEP)
En 1986, les travaux du Laboratoire de Photochimie Moléculaire et Macromoléculaire ont conduit à créer un centre de transfert (CNEP) pour mettre ses compétences du photovieillissement des matériaux polymères au service des industriels, soit pour analyser des défaillances de leurs matériaux, soit pour mener des études d’intérêt collectif.
Des études de prévision de comportement de matériaux polymères soumis à différentes contraintes environnementales (lumière solaire, chaleur avec ou sans humidité) ou des analyses de défaillances de pièces en polymères peuvent être réalisées en collaboration avec les services R&D des industriels. Le CNEP peut également être partenaire de projets collaboratifs portés par des industriels sur une thématique de recherche innovante.
Le Centre National d’Evaluation de Photoprotection est aujourd’hui associé à une soixantaine d’entreprises et effectue annuellement plus de 500 études couvrant tous les domaines d’application des polymères y compris celui des œuvres d’art. Il est par ailleurs agréé au niveau national français comme « Centre de Ressources Technologiques ». (cnep-fr.com)